# Liste von Brücken in Hamburg/E

## E
| Foto | Name, Kurzbeschreibung | Nutzung           | (Erst)Bau   | Stadtteil, Lage                                                              |
| ---- | --- | ----------------- | ----------- | ---------------------------------------------------------------------------- |
|      | Eggers-Mindt-Brücke führt im Verlauf des Heinrich-Stubbe-Wegs über die Dove Elbe. Die Brücke wurden nach den Curslacker und Neuengammer Gemeindevorsitzenden Cäsar Eggers und Nikolaus Mindt benannt.                                                | Straße            |             | Curslack, Neuengamme (53° 26′ 49″ N, 10° 13′ 48″ O)                          |
|      | Eichbaumbrücke führt mit der Hans-Duncker-Straße über die Bundesautobahn 25 | Straße            |             | Allermöhe (53° 29′ 12″ N, 10° 6′ 56″ O)                                      |
|      | Eilbeker Brücke führt mit der Straße Eilbektal über die Eilbek | Straße            |             | Barmbek-Süd (53° 34′ 29″ N, 10° 3′ 20″ O)                                    |
|      | Eilbekwiesenbrücke führt südlich des ehemaligen Pförtnerhauses des Krankenhauses Eilbek über die Eilbek | Fußweg            |             | Barmbek-Süd (53° 34′ 27″ N, 10° 3′ 10″ O)                                    |
|      | Eimsbütteler Brücke diese Brücke führt zwischen Bundesstraße und Osterstraße über den Isebekkanal. Die Brücke steht unter Denkmalschutz. | Straße            |             | Eimsbüttel (53° 34′ 24″ N, 9° 57′ 50″ O)                                     |
|      | Eisenbahnbrücken Norderelbe Norderelbbrücke | Eisenbahn         | (1872)/1927 | Hamburg-Altstadt, HafenCity, Kleiner Grasbrook (53° 31′ 59″ N, 10° 1′ 22″ O) |
|      | Elbbergbrücke führt über die Gleise der Altonaer Hafenbahn. Die Brücke steht unter Denkmalschutz. | Straße            |             | Altona-Altstadt (53° 32′ 43″ N, 9° 55′ 55″ O)                                |
|      | Ellerholzbrücke (E297) führt zwischen Reiherstiegbrücke und Argentinienbrücke über den Reiherstieg | Straße            |             | Kleiner Grasbrook, Steinwerder, Wilhelmsburg (53° 31′ 39″ N, 9° 58′ 36″ O)   |
|      | Ellerholzschleusenbrücke überquert im Zuge der Straße Ellerholzbrücke die Ellerholzschleuse; zwei Einzelbrücken für die zwei Schleusenkammern | Straße            |             | Steinwerder (53° 31′ 35″ N, 9° 58′ 24″ O)                                    |
|      | Ellerntorsbrücke (E161) überquert zwischen Düsterstraße und Admiralitätstraße das Herrengrabenfleet. Die Brücke steht unter Denkmalschutz. | Straße            | 1530        | Neustadt (53° 33′ 0″ N, 9° 59′ 6″ O)                                         |
|      | Eppendorfer Brücke führt im Zuge des Eppendorfer Baum über den Isebekkanal. Die Brücke steht unter Denkmalschutz. | Straße            | 1927        | Harvestehude (53° 35′ 1″ N, 9° 59′ 3″ O)                                     |
|      | Ericusbrücke führt über den Ericusgraben/Brooktorhafen. Die Brücke steht unter Denkmalschutz. | Fußweg            |             | HafenCity (53° 32′ 40″ N, 10° 0′ 11″ O)                                      |
|      | Ernst-Mantius-Brücke führt mit der Ernst-Mantius-Straße über die Bille. Ernst Mantius (1838–1897) war Bergedorfer Bürgermeister. | Straße            |             | Bergedorf (53° 29′ 27″ N, 10° 12′ 41″ O)                                     |
|      | Ernst-Merck-Brücke führt mit der Ernst-Merck-Straße über die Gleisanlagen des Hauptbahnhofs. Ernst Merck (1811–1863) war Hamburger Politiker. | Straße            | 1988        | Hamburg-Altstadt, St. Georg (53° 33′ 17″ N, 10° 0′ 20″ O)                    |
|      | Erste Ausschläger Brücke führt im Zuge des Ausschläger Weg über den Mittelkanal (siehe auch Zweite Ausschläger Brücke über den Südkanal) | Straße            |             | Hammerbrook, Borgfelde (53° 33′ 3″ N, 10° 2′ 9″ O)                           |
|      | Erste Banksbrücke führt mit der Banksstraße über den Schleusenkanal (Verlängerung des Mittelkanals). Die Zweite Banksbrücke gibt es nicht mehr. Sie führte im weiteren Straßenverlauf über den Südkanal (heute Großmarktgelände).                    | Straße            |             | Hammerbrook (53° 32′ 40″ N, 10° 0′ 48″ O)                                    |
|      | Erste Borstelmannbrücke überquert mit dem Borstelmannsweg zwischen Eiffestraße und Wendenstraße den Mittelkanal | Straße            |             | Hamm (53° 33′ 3″ N, 10° 3′ 12″ O)                                            |
|      | Erste Diagonalbrücke überquert den Mittelkanal | Straße            |             | Hamm (53° 33′ 0″ N, 10° 3′ 33″ O)                                            |
|      | Erste Grevenbrücke überquert im Laufe des Grevenwegs den Mittelkanal | Straße            |             | Hammerbrook, Borgfelde, Hamm (53° 33′ 6″ N, 10° 2′ 28″ O)                    |
|      | Erste Luisenbrücke führt im Verlauf des Luisenweg über den Mittelkanal | Straße            |             | Hamm (53° 33′ 5″ N, 10° 2′ 54″ O)                                            |
|      | Erste Osterbrookbrücke überquert mit der Straße Osterbrook zwischen Eiffestraße und Wendenstraße den Mittelkanal. Ehemals eine Straßenbrücke, nach dem Krieg nur als reine Fußgängerbrücke wieder aufgebaut.                                         | Fuß- und Radweg   |             | Hamm (53° 33′ 1″ N, 10° 3′ 24″ O)                                            |
|      | Erste Peuter Brücke ist die nördliche der beiden Peuter Brücken und führt mit der Peutestraße über den Peutekanal. Die Originalbrücke von 1912 (Foto), die 2014–2014 durch einen Neubau ersetzt wurde, stand unter Denkmalschutz.                    | Straße            |             | Veddel (53° 31′ 34″ N, 10° 1′ 49″ O)                                         |
|      | Erste Querkanalbrücke ist die westliche der beiden Querkanalbrücken und führt im Zuge des Stillhorner Damms über den Querkanal. | Straße, Eisenbahn |             | Kleiner Grasbrook, Steinwerder (53° 31′ 57″ N, 9° 58′ 43″ O)                 |
|      | Erste Rugenberger Schleusenbrücke führt im Verlauf des Rugenberger Damms über die nördliche Kammer der Rugenberger Schleuse | Straße            |             | Waltershof (53° 31′ 24″ N, 9° 56′ 4″ O)                                      |
|      | Erste Stadtdeichbrücke führt im Zug der Straße Stadtdeich über den Schleusenkanal (Verlängerung des Mittelkanals). Die Zweite Stadtdeichbrücke gibt es nicht mehr. Sie führte im weiteren Straßenverlauf über den Südkanal (heute Großmarktgelände). | Straße            |             | Hammerbrook (53° 32′ 38″ N, 10° 0′ 38″ O)                                    |
|      | Eschenhofbrücke (E300) führt im Zuge der Straße Pollhof über die Bundesautobahn 25 | Straße            |             | Bergedorf (53° 28′ 36″ N, 10° 13′ 53″ O)                                     |
|      | Europabrücke (E308) überquert die Süderelbe im Verlauf der Wilhelmsburger Reichstraße und liegt zwischen der Brücke des 17. Juni und der Harburger Eisenbahnbrücke                                                                                   | Straße/Elbbrücke  |             | Wilhelmsburg, Harburg (53° 28′ 25″ N, 9° 59′ 45″ O)                          |
|      | Europastraßenbrücke steht im Straßenverzeichnis von Hamburg, ist aber nicht existent |                   |             | Wilhelmsburg                                                                 |